# ناحیه حد الصحاری
ناحیه حد الصحاری (به عربی: دائرة حد الصحاری) یک ناحیه در الجزایر است که در استان جلفه واقع شده‌است.